# Garraf (Sitges)
Garraf es un núcleo de población español perteneciente al municipio de Sitges, en la provincia de Barcelona, comunidad autónoma de Cataluña. Está situado en la carretera C-31 de la costa del Garraf y tiene estación ferroviaria. En la población se encuentra el edificio modernista de las Bodegas Güell.
Su población a 1 de enero de 2024 era de 500 habitantes (257 varones y 243 mujeres).
Garraf cuenta con un puerto deportivo donde se encuentra situado el Club Náutico de Garraf.